# 松丸志摩三
松丸 志摩三（まつまる しまぞう、1907年8月19日 - 1973年11月7日）は、日本の農民教育家・農業評論家・畜産学者。詩人・社会運動家・元共産党員のぬやま・ひろし（西沢隆二）は実兄。

## 経歴・人物
西沢吉治・松丸みつの三男として神戸に生まれる。長兄・基一、次兄・隆二。
台町小学校から深川八丁堀の小学校に転校、麻布中学を経て旧制静岡高等学校理科を卒業。
1925年、父親の事業の破産に遭い、両親が八丈島に移住したのにつれて移住。
1932年、東京帝国大学農学部獣医学科を卒業。卒業と同時に松丸姓を継ぐ。すぐに朝鮮に渡り、全羅北道で農林学校の教諭を1年余り務めたのち、朝鮮総督府畜産技師となり、1940年、畜産課長となる。
1943年、朝鮮総督府を辞任。長兄・基一らが参与する台湾南方協会に招かれ、台湾に行く。
1944年、帰京して東京拓殖株式会社調査部、新日本畜産協会理事などを務める。以後、疎開先の千葉県長生郡西分村にて、酪農指導など農村活動の仕事に専念する。
1954年、静岡県田方郡函南町に移住。1969年まで同地で新生活運動協会の仕事を主とし、農村活動や執筆活動を旺盛に行う。
1969年、宮崎県児湯郡高鍋町に移住。栗園の経営に情熱を燃やす。
1973年11月7日、死去。

## 家族
- 祖父・西沢為治 ‐ 鯖江藩士
- 父・西沢吉治
- 長兄・西沢基一 ‐ 農業経済学者。岳父に福島四郎
- 次兄・西沢隆二
- 長男・松丸耕作（1934-2012） ‐ 放送作家。早稲田大学で演劇を学び、NHK入局、「週刊ブックレビュー」など多くの番組を手掛け、引退後に祖父の伝記執筆の準備をしていたが癌により実現しなかった。[3]

## 著作
- 『南方圏の棉花資源』国際日本協会、1942年
- 『家畜の物語』小学館、1943年
- 『日本農業物語』霞ヶ関書房、1946年 / 増補改訂版：八雲書店、1948年
- 『家畜の歴史物語』霞ヶ関書房、1946年
- 『日本馬物語』月曜書房、1947年
- 『緬羊物語』文化評論社、1948年
- 『農業技術の話』実業教科書、1948年
- 『家畜と私たち』
- 『動物から家畜へ 私たちの社会科教室』国民図書刊行会、1949年
- 『競走馬の基礎知識 サラブレッドの手引』河童書房、1949年
- 『朝鮮牛の話』岩永書店、1949年。
- 『畜産農業と酪農のこつ』
- 『農村新生活講座〝日本農民組合文化部編〟農事研究会の手引き』
- 『これからの農業経営』
- 『家畜のはなし』
- 『私たちと家畜』
- 『機械を田や畑に』
- 『家畜のできるまで』
- 『牛かいの魔術』
- 『畜産の学校』岩永書店、1949年
- 『日本馬物語』
- 『動物のもつ習性』
- 『農業の生いたち』
- 『太洋州』国民図書刊行会、1951年
- 『養豚経営の新知識』河出書房、1952年
- 『農業の魔術』牧書店、1952年
- 『畜産の学校』
- 『これからの読書』
- 『農民は都会人にうったえる』新評論社、1953年
- 『農村に生きる青年』新評論社、1953年
- 『村の次三男』新評論社、1954年
- 『村つくり教室』中央公論社、1955年
- 『農民の暮らしと考え』新評論社、1955年
- 『村の教師に訴える』新評論社、1955年
- 『再び村の教師に訴える』
- 『村づくりと家づくり』
- 『青年運動と村づくり』
- 『農業問題の疑問点』
- 『農村指導者のために』
- 『農民はいま何をなすべきか』
- 『農民生活への注文』
- 『インテリと農村』
- 『しつけの責任は誰に』明治図書出版、1957年
- 『村の教師論』新評論社、1959年
- 『青年運動と生産活動』農山漁村文化協会、1959年
- 『がんばれ村のかあちゃん』あすなろ書房、1961年
- 『農民教育の焦点』農山漁村文化協会、1968年
- 『農民指導者と社会教育』

## 文献
- 「特集・松丸志摩三をしのぶ」『里』2号、里の会、1975年10月
- 長島又男『ぬやま・ひろしとその時代』社会評論社、1985年7月